# Mała Syrenka (cykl)
Mała Syrenka – animowane filmy produkcji Walta Disneya, których pierwsza część swą premierę miała w roku 1989. Był to dwudziesty ósmy film Walta Disneya, jednak pierwszy, w którym wykorzystano efekty komputerowe (między innymi ruchome bąbelki). Pierwsza emisja w Anglii odbyła się 17 listopada. Film został zrealizowany na podstawie sławnej bajki Hansa Christiana Andersena, opowiadającej o żyjącej w podwodnym królestwie syrence, która zakochuje się w ludzkim księciu. W trakcie premiery w kinie w Stanach Zjednoczonych przed ekranami zasiadło 84 milionów ludzi. Animacja doczekała się kilku sequeli i serialu animowanego, a także teatralnej wersji. Mała Syrenka, której głosu użyczają Jodi Benson i Beata Jankowska (tylko w pierwszej i drugiej części), stanęła na Broadwayu w czerwcu 2007 roku. Powstało także kilka gier na PC, GameBoy i Konsolę. Żadna z gier nie miała swej premiery w Polsce.

## Cykl

### Oficjalna kolejność
Mała Syrenka (film)
Mała Syrenka (serial animowany)
Mała Syrenka 2: Powrót do morza
Mała Syrenka: Dzieciństwo Ariel

### Kolejność chronologiczna
Mała Syrenka: Dzieciństwo Ariel
Mała Syrenka (serial animowany)
Mała Syrenka (film)
Mała Syrenka 2: Powrót do morza